# Oued Rhiou
Oued Rhiou (in arabo وادي رهيو‎?) è una città dell'Algeria, capoluogo dell'omonimo distretto, nella provincia di Relizane.

## Infrastrutture e trasporti

### Strade
- Autostrada A1, chiamata anche l'autostrada dell'ovest, che attraversa il territorio comunale, con una uscita.